# William Pelham Barr
William Pelham Barr (New York, 23 maggio 1950) è un politico e avvocato statunitense, procuratore generale degli Stati Uniti dal 1991 al 1993 durante la presidenza Bush Sr. e nuovamente dal 2019 al 2020 durante la prima presidenza Trump.

## Biografia
Studiò alla Columbia University e alla George Washington University Law School; dal 1973 al 1977 lavorò per la CIA. Ricoprì la carica di sostituto procuratore generale degli Stati Uniti dal maggio 1990 al 1991.
Fu il 77º procuratore generale degli Stati Uniti d'America sotto il presidente degli Stati Uniti d'America George H. W. Bush. Nominato dapprima come facente funzioni nell'agosto 1991 in sostituzione del dimissionario Dick Thornburgh, in corsa per una candidatura al Senato, Barr fu confermato dal Senato dopo 2 giorni di audizioni "inusualmente placide", dove ricevette una buona ricezione sia da parte dei Repubblicani e dei Democratici, allora maggioranza alla Camera Alta.
Il 7 dicembre 2018 è stato scelto dal presidente Donald Trump per ricoprire nuovamente la carica di Procuratore generale dopo le dimissioni di Jeff Sessions. Il 14 febbraio 2019 il Senato conferma la nomina di Barr con 54 voti favorevoli e 45 contrari. Nel luglio 2020 il Dipartimento della Giustizia guidato da Barr, con il sostegno della Corte Suprema, ha dato nuovamente il via dopo diciassette anni di interruzione all'esecuzione delle condanne a morte dei detenuti destinati alla pena capitale da verdetti emessi dai tribunali federali. Il 14 dicembre 2020 Barr ha presentato le proprie dimissioni dalla carica di Procuratore generale a partire dal 23 dicembre successivo.

## Vita privata
Nel giugno del 1973 sposò Christine Moynihan: la coppia ha 3 figlie.